# Liste der Werke Tomaso Albinonis
Diese Liste enthält die Werke des italienischen Komponisten und Violinisten Tomaso Albinoni (1671–1751).

## Vokalmusik

### Opern
- Zenobia, regina de’ Palmireni (Libretto: Antonio Marchi), Uraufführung: Venedig 1694
- Il prodigio dell’innocenza (Fulgenzio Maria Gualazzi), Venedig 1695 [Musik verschollen]
- Zenone, imperator d’Oriente (Antonio Marchi), Venedig 1696 [Musik verschollen]
- Il Tigrane, re d’Armenia (Giulio Cesare Corradi), Venedig 1697 [Musik verschollen]
- Primislao, primo re di Boemia (Giulio Cesare Corradi), Venedig 1697 [Musik verschollen]
- L’ingratitudine gastigata (Francesco Silvani), Venedig 1698 [Musik verschollen]
- Radamisto (Antonio Marchi), Venedig 1698 [Musik bis auf einige Arien verschollen]
- Diomede punito da Alcide (Aurelio Aureli), Venedig 1700 [Musik verschollen]
- L’inganno innocente (Francesco Silvani), Venedig 1701 [Musik bis auf einige Arien verschollen]
- L’arte in gara con l’arte (Francesco Silvani), Venedig 1702 [Musik verschollen]
- Griselda (Apostolo Zeno), Florenz 1703 [Musik bis auf drei Arien verschollen]
- Aminta (Apostolo Zeno), Florenz 1703 [Musik verschollen]
- Il più fedel tra i vassalli (Francesco Silvani), Genua 1705 [Musik verschollen]
- La prosperità di Elio Sejano (Nicolò Minato), Genua 1707 [Musik verschollen]
- La fortezza al cimento (Francesco Silvani), Piacenza 1707 [Musik verschollen]
- La fede tra gl’inganni (Francesco Silvani), Venedig 1707 [Musik verschollen]
- Astarto (Apostolo Zeno und Pietro Pariati), Venedig 1708 [Musik bis auf einige Arien verschollen]
- Il tradimento tradito (Francesco Silvani), Venedig 1708 [Musik verschollen]
- Engelberta (Apostolo Zeno und Pietro Pariati), Venedig 1709 [4. und 5. Akt von Francesco Gasparini]
- Ciro (Pietro Pariati), Venedig 1710 [Musik bis auf einige Arien verschollen]
- Il tiranno eroe (Vincenzo Cassani), Venedig 1711 [Musik bis auf 26 Arien verschollen]
- Il Giustino (Pietro Pariati nach Nicolò Beregan), Bologna 1711 [Musik verschollen]
- La pace generosa (Francesco Silvani), Genua 1711 [Musik verschollen]
- Le gare generose (Antonio Zaniboni), Venedig 1712 [Musik bis auf fünf Arien verschollen]
- Lucio Vero (Apostolo Zeno), Ferrara 1713 [Musik verschollen]
- I rivali generosi (Apostolo Zeno), Brescia 1715 [Musik verschollen]
- L’amor di figlio non conosciuto (Domenico Lalli), Venedig 1716 [Musik verschollen]
- Eumene (Antonio Salvi), Venedig 1717 [Musik bis auf eine Arie verschollen]
- Meleagro (Pietro Antonio Bernardoni), Venedig 1718 [Musik verschollen]
- Cleomene (Vincenzo Cassani), Venedig 1718 [Musik verschollen]
- Gli eccessi della gelosia (Domenico Lalli), Venedig 1722 [Musik bis auf einige Arien verschollen]
- I veri amici (Francesco Silvani und Domenico Lalli nach Pierre Corneille), München 1722 [Musik bis auf 15 Arien verschollen]
- Il trionfo d’amore (Pietro Pariati), München 1722 [Musik verschollen]
- Eumene (Apostolo Zeno), Venedig 1723 [Musik bis auf zwei Arien verschollen]
- Ermengarda (Antonio Maria Lucchini), Venedig 1723 [Musik bis auf eine Arie verschollen]
- Antigono, tutore di Filippo, re di Macedonia (Giovanni Piazzon), Venedig 1724 [5. Akt von Giovanni Porta, Musik bis auf eine Arie verschollen]
- Scipione nelle Spagne (Apostolo Zeno), Venedig 1724 [Musik bis auf einige Arien verschollen]
- Laodice (Angelo Schietti), Venedig 1724 [Musik bis auf zwei Arien verschollen]
- Didone abbandonata (Pietro Metastasio), Venedig 1725 [Musik verschollen]
- Alcina delusa da Ruggero (Antonio Marchi), Venedig 1725 [Musik verschollen]
- La Statira (Apostolo Zeno und Pietro Pariati), Rom 1726
- Il trionfo di Armida (Girolamo Colatelli nach Torquato Tasso), Venedig 1726 [Musik verschollen]
- L’incostanza schernita (Vincenzo Cassani), Venedig 1727 [Musik bis auf einige Arien verschollen]
- Le due rivali in amore (Aurelio Aureli), Venedig 1728 [Musik verschollen]
- Li stratagemmi amorosi (F. Passerini), Venedig 1730 [Musik verschollen]
- Elenia (Luisa Bergalli), Venedig 1730 [Musik verschollen]
- Merope (Apostolo Zeno), Prag 1731 [größtenteils von Albinoni, Musik verschollen]
- Il più infedel tra gli amanti (Angelo Schietti), Treviso 1731 [Musik verschollen]
- Ardelinda (Bartolomeo Vitturi), Venedig 1732 [Musik bis auf fünf Arien verschollen]
- Candalide (Bartolomeo Vitturi), Venedig 1734 [Musik verschollen]
- Artamene (Bartolomeo Vitturi), Venedig 1741 [Musik verschollen]

### Intermezzi
- (Vespetta e) Pimpinone (Pietro Pariati), Venedig 1708
- Malsazio e Fiammetta (unbekannt), Rom 1726 [Text und Musik verschollen]
- Il Satrapone (Antonio Salvi), Parma 1729 [Musik verschollen]

### Serenate
- Il nascimento dell’Aurora (unbekannt), Venedig um 1710
- Il nome glorioso in terra, santificato in cielo (Vincenzo Cassani), Venedig 1724
- Il concilio de’ pianeti (Girolamo Baruffaldi), Venedig 1729

### Kantaten
- 12 Cantate da camera a voce sola op. 4 (für Singstimme und Basso continuo), Venedig 1702
  - Nr. 1: Amor, Sorte, Destino (für Sopran)
  - Nr. 2: Da l’arco d’un bel ciglio (für Alt)
  - Nr. 3: Del chiaro rio (für Sopran)
  - Nr. 4: Riedi a me, luce gradita (für Alt)
  - Nr. 5: Lontananza crudel, mi squarci il core (für Sopran)
  - Nr. 6: Filli, chiedi al mio core (für Alt)
  - Nr. 7: Ove rivolgo il piede (für Sopran)
  - Nr. 8: Mi dà pena quando spira (für Alt)
  - Nr. 9: Parti, mi lasci, ah quale (für Sopran)
  - Nr. 10: Son qual Tantalo novello (für Alt)
  - Nr. 11: Poiché al vago seren di due pupille (für Sopran)
  - Nr. 12: Chi non sa quanto inumano (für Alt)
- 18 Kantaten für Sopran und Basso continuo, Staatsbibliothek Berlin, ms. 447
  - Nr. 1: Il bel ciglio d’Irene
  - Nr. 2: Già dal mar sorgea l’alba
  - Nr. 3: Amarissime pene, suonate ormai
  - Nr. 4: [wie op. 4 Nr. 5]
  - Nr. 5: Sorgea col lume in fronte
  - Nr. 6: Lontan da te, mia vita
  - Nr. 7: Sovra letto d’erbette
  - Nr. 8: [wie op. 4 Nr. 11]
  - Nr. 9: Il penar senza speranza
  - Nr. 10: Senti, bel sol, deh senti
  - Nr. 11: Quest’è l’ora fatale
  - Nr. 12: Di tante ree sciagure
  - Nr. 13: Fileno, caro amico
  - Nr. 14: Sovra molle origliere
  - Nr. 15: Clori nel ciel d’amor lucida stella
  - Nr. 16: Dubbio affetto il cor mi strugge (Amante timido)
  - Nr. 17: Rivolse Clori un giorno
  - Nr. 18: Donna illustre del Latio
- Sonstige Kantaten
  - Bel fantasmo tu fosti al mio pensiero (für Sopran und Basso continuo)
  - Bella, perché tu forsi (für Sopran und Basso continuo)
  - Biondo crin, occhio nero, e sen d’avorio (für Sopran und Basso continuo)
  - Che ne dici, che risolvi (für Sopran und Basso continuo)
  - Crudelissimo amore (für Alt und Basso continuo)
  - Dove sei, che fai cor mio (für Sopran und Basso continuo)
  - E dove, Amor, mi guidi (für Sopran, Instrumente und Basso continuo)
  - Fatto bersaglio eterno (für Alt und Basso Continuo)
  - Già tornava l’aurora [bisher nicht autopsiert]
  - In alta rocca, ove d’un genio amico (für Sopran und Basso continuo)
  - Io che per colpa sol del fatio rio (für Sopran und Basso continuo)
  - Là dove il nobil Giano (für Sopran und Basso continuo)
  - Quanta pietà mi date, o mesti fiori (für Sopran und Basso continuo)
  - Senza il core del mio bene (für Sopran oder Alt und Basso continuo)
  - Vorrei che lo sapessi (für Alt und Basso continuo)
  - Vorrei scoprir l’affanno (für Sopran und Basso continuo)

### Geistliche Musik
- Messa a tre voci (für 2 Tenöre und Bass a cappella), vor 1694
- I trionfi di Giosuè (Oratorium; Text: Giovanni Pietro Berzini), Florenz 1703 [Gemeinschaftsarbeit mit Alessandro Scarlatti, Giovanni Bononcini u. a.]
- Maria annunziata (Oratorium; Text: Francesco Silvani), Florenz 1712

## Instrumentalmusik

### Werke mit Opuszahl
- op. 1: Sonate a tre (für 2 Violinen und Basso continuo), Venedig 1694, Amsterdam 1698
  - Nr. 1: Sonata d-Moll
  - Nr. 2: Sonata F-Dur
  - Nr. 3: Sonata A-Dur
  - Nr. 4: Sonata g-Moll
  - Nr. 5: Sonata C-Dur
  - Nr. 6: Sonata a-Moll
  - Nr. 7: Sonata G-Dur
  - Nr. 8: Sonata h-Moll
  - Nr. 9: Sonata D-Dur
  - Nr. 10: Sonata f-Moll
  - Nr. 11: Sonata e-Moll
  - Nr. 12: Sonata B-Dur
- op. 2: Sinfonie e concerti a cinque (für Solovioline [nur Concerti], 2 Violinen, 2 Violen und Basso continuo), Venedig 1700, Amsterdam 1702
  - Nr. 1: Sonata 1 G-Dur
  - Nr. 2: Concerto 1 F-Dur
  - Nr. 3: Sonata 2 C-Dur
  - Nr. 4: Concerto 2 e-Moll
  - Nr. 5: Sonata 3 A-Dur
  - Nr. 6: Concerto 3 B-Dur
  - Nr. 7: Sonata 4 c-Moll
  - Nr. 8: Concerto 4 G-Dur
  - Nr. 9: Sonata 5 B-Dur
  - Nr. 10: Concerto 5 C-Dur
  - Nr. 11: Sonata 6 g-Moll
  - Nr. 12: Concerto 6 D-Dur
- op. 3: Balletti a tre (für 2 Violinen und Basso continuo), Venedig 1701, Amsterdam 1702
  - Nr. 1: Balletto C-Dur
  - Nr. 2: Balletto e-Moll
  - Nr. 3: Balletto G-Dur
  - Nr. 4: Balletto A-Dur
  - Nr. 5: Balletto d-Moll
  - Nr. 6: Balletto F-Dur
  - Nr. 7: Balletto D-Dur
  - Nr. 8: Balletto c-Moll
  - Nr. 9: Balletto g-Moll
  - Nr. 10: Balletto E-Dur
  - Nr. 11: Balletto a-Moll
  - Nr. 12: Balletto B-Dur
- op. 5: Concerti a cinque (für Solovioline, 2 Violinen, 2 Violen und Basso continuo), Venedig 1707, Amsterdam 1708
  - Nr. 1: Concerto B-Dur
  - Nr. 2: Concerto F-Dur
  - Nr. 3: Concerto D-Dur
  - Nr. 4: Concerto G-Dur
  - Nr. 5: Concerto a-Moll
  - Nr. 6: Concerto C-Dur
  - Nr. 7: Concerto d-Moll
  - Nr. 8: Concerto F-Dur
  - Nr. 9: Concerto e-Moll
  - Nr. 10: Concerto A-Dur
  - Nr. 11: Concerto g-Moll
  - Nr. 12: Concerto C-Dur
- op. 6: Trattenimenti armonici per camera (für Violine und Basso continuo), Amsterdam 1712
  - Nr. 1: Sonata C-Dur
  - Nr. 2: Sonata g-Moll
  - Nr. 3: Sonata B-Dur
  - Nr. 4: Sonata d-Moll
  - Nr. 5: Sonata F-Dur
  - Nr. 6: Sonata a-Moll
  - Nr. 7: Sonata D-Dur
  - Nr. 8: Sonata e-Moll
  - Nr. 9: Sonata G-Dur
  - Nr. 10: Sonata c-Moll
  - Nr. 11: Sonata A-Dur
  - Nr. 12: Sonata B-Dur
- op. 7: Concerti a cinque (für 1 oder 2 Oboen [teilweise], 2 Violinen, Viola, Violoncello und Basso continuo), Amsterdam 1715
  - Nr. 1: Concerto D-Dur
  - Nr. 2: Concerto C-Dur (für 2 Oboen)
  - Nr. 3: Concerto B-Dur (für Oboe)
  - Nr. 4: Concerto G-Dur
  - Nr. 5: Concerto C-Dur (für 2 Oboen)
  - Nr. 6: Concerto D-Dur (für Oboe)
  - Nr. 7: Concerto A-Dur
  - Nr. 8: Concerto D-Dur (für 2 Oboen)
  - Nr. 9: Concerto F-Dur (für Oboe)
  - Nr. 10: Concerto B-Dur
  - Nr. 11: Concerto C-Dur (für 2 Oboen)
  - Nr. 12: Concerto C-Dur (für Oboe)
- op. 8: Balletti e sonate a tre (für 2 Violinen und Basso continuo), Amsterdam 1722
  - Nr. 1: Sonata 1 B-Dur
  - Nr. 2: Balletto 1 d-Moll
  - Nr. 3: Sonata 2 A-Dur
  - Nr. 4: Balletto 2 F-Dur
  - Nr. 5: Sonata 3 C-Dur
  - Nr. 6: Balletto 3 D-Dur
  - Nr. 7: Sonata 4 g-Moll
  - Nr. 8: Balletto 4 B-Dur
  - Nr. 9: Sonata 5 F-Dur
  - Nr. 10: Balletto 5 C-Dur
  - Nr. 11: Sonata 6 c-Moll
  - Nr. 12: Balletto 6 g-Moll
- op. 9: Concerti a cinque (für Solovioline oder 1 oder 2 Oboen, 2 Violinen, Viola, Violoncello und Basso continuo), Amsterdam 1722
  - Nr. 1: Concerto B-Dur (für Violine)
  - Nr. 2: Concerto d-Moll (für Oboe)
  - Nr. 3: Concerto F-Dur (für 2 Oboen)
  - Nr. 4: Concerto A-Dur (für Violine)
  - Nr. 5: Concerto C-Dur (für Oboe)
  - Nr. 6: Concerto G-Dur (für 2 Oboen)
  - Nr. 7: Concerto D-Dur (für Violine)
  - Nr. 8: Concerto g-Moll (für Oboe)
  - Nr. 9: Concerto C-Dur (für 2 Oboen)
  - Nr. 10: Concerto F-Dur (für Violine)
  - Nr. 11: Concerto B-Dur (für Oboe)
  - Nr. 12: Concerto D-Dur (für 2 Oboen)
- op. 10: Concerti a cinque (für Solovioline [teilweise], 2 Violinen, Viola und Basso continuo), Amsterdam 1736
  - Nr. 1: Concerto B-Dur
  - Nr. 2: Concerto g-Moll (für Violine)
  - Nr. 3: Concerto C-Dur
  - Nr. 4: Concerto G-Dur (für Violine)
  - Nr. 5: Concerto A-Dur
  - Nr. 6: Concerto D-Dur (für Violine)
  - Nr. 7: Concerto F-Dur
  - Nr. 8: Concerto g-Moll (für Violine)
  - Nr. 9: Concerto C-Dur
  - Nr. 10: Concerto F-Dur (für Violine)
  - Nr. 11: Concerto c-Moll
  - Nr. 12: Concerto B-Dur (für Violine)
- op. 11: Sonate a tre (für 2 Violinen und Basso continuo), in Amsterdam etwa 1738 zum Druck eingereicht, aber unveröffentlicht [verschollen]

### Werke ohne Opuszahl (Zählung nach Talbot)

#### Sinfonien
- Si 1: Sinfonia D-Dur zum 1. Akt von Zenobia (für Trompete, 2 Violinen, 2 Violen, Violoncello und Basso continuo), 1694
- Si 2: Sinfonia F-Dur zum 1. Akt von Engelberta (für 2 Violinen, Viola, Violone und Basso continuo), 1709
- Si 3: Sinfonia A-Dur (für 2 Violinen, Viola, Violone und Basso continuo), ca. 1707–15
- Si 4: Sinfonia D-Dur (für 2 Violinen, Viola und Basso continuo; zusätzliche handschriftliche Stimmen für 2 Oboen und Fagott), ca. 1707–15
- Si 5: Sinfonia A-Dur (für 2 Violinen, Viola und Basso continuo), ca. 1707–15
- Si 6: Sinfonia B-Dur (für 2 Violinen, Viola, Fagott und Basso continuo), ca. 1715–22
- Si 7: Sinfonia g-Moll (für 2 Flöten, 2 Oboen, 2 Violinen, 2 Violen, Fagott und Basso continuo), ca. 1715–22
- Si 8: Sinfonia G-Dur (für 2 Violinen, Viola und Basso continuo), ca. 1722–35
- Si 9: Sinfonia F-Dur (für 2 Violinen, Viola und Basso continuo), ca. 1722–35

#### Konzerte
- Co 1: Concerto D-Dur (für Solovioline, 2 Violinen, Viola, Violone und Basso continuo), vor 1700
- Co 2: Concerto C-Dur (für Solovioline, 2 Violinen, Viola und Basso continuo), ca. 1717
- Co 3: Concerto D-Dur (für Solovioline, 2 Violinen, Viola und Basso continuo), ca. 1715–22
- Co 4: Concerto G-Dur (für 1 oder 2 Soloviolinen, 2 Violinen, Viola und Basso continuo), ca. 1717
- Co 5: Concerto A-Dur (für Solovioline, 2 Violinen, Viola und Basso continuo), ca. 1717

#### Sonaten
- So 1: Sonata a sei con tromba C-Dur (für Trompete, 2 Violinen, 2 Violen und Basso continuo), ca. 1700
- So 2–7: Balletti a cinque (für 2 Violinen, 2 Violen und Basso continuo), ca. 1702
  - So 2: Balletto 1 B-Dur
  - So 3: Balletto 2 g-Moll
  - So 4: Balletto 3 e-Moll
  - So 5: Balletto 4 f-Moll
  - So 6: Balletto 5 A-Dur
  - So 7: Balletto 6 F-Dur
- So 8–19: Balletti a quattro (für 2 Violinen, Viola und Basso continuo), ca. 1700
  - So 8: Balletto 1 G-Dur
  - So 9: Balletto 2 h-Moll
  - So 10: Balletto 3 D-Dur
  - So 11: Balletto 4 A-Dur
  - So 12: Balletto 5 C-Dur
  - So 13: Balletto 6 e-Moll
  - So 14: Balletto 7 F-Dur
  - So 15: Balletto 8 a-Moll
  - So 16: Balletto 9 B-Dur
  - So 17: Balletto 10 d-Moll
  - So 18: Balletto 11 E-Dur
  - So 19: Balletto 12 g-Moll
- So 20–25: Sonate a tre (für 2 Violinen und Basso continuo), vor 1700
  - So 20: Sonata 1 C-Dur
  - So 21: Sonata 2 B-Dur
  - So 22: Sonata 3 F-Dur
  - So 23: Sonata 4 D-Dur
  - So 24: Sonata 5 G-Dur
  - So 25: Sonata 6 A-Dur
- So 26–31: Sonate da chiesa „op. 4“ (für Violine und Basso continuo), Amsterdam 1707/08
  - So 26: Sonata 1 d-Moll
  - So 27: Sonata 2 e-Moll
  - So 28: Sonata 3 B-Dur
  - So 29: Sonata 4 g-Moll [Echtheit angezweifelt]
  - So 30: Sonata 5 g-Moll
  - So 31: Sonata 6 h-Moll
- So 32: Sonata a violino solo composta per il Sig. Pisendel B-Dur (für Violine und Basso continuo), ca. 1717
- So 33: Solo g-Moll (für Violine und Basso continuo), ca. 1717
- So 34: Solo B-Dur (für Violine und Basso continuo), ca. 1717
- So 35–39: Sonate a violino solo e basso continuo, Amsterdam 1718
  - So 35: Sonata 1 d-Moll
  - So 36: Sonata 2 g-Moll
  - So 37: Sonata 3 A-Dur
  - So 38: Sonata 4 A-Dur
  - So 39: Sonata 5 e-Moll [Echtheit angezweifelt]
- So 40–45: Six sonates da camera „op. post.“ (für Violine und Basso continuo), Paris 1742
  - So 40: Sonata 1 F-Dur [Echtheit angezweifelt]
  - So 41: Sonata 2 a-Moll
  - So 42: Sonata 3 E-Dur (tatsächlich von Johann Christoph Pepusch)
  - So 43: Sonata 4 d-Moll [Echtheit angezweifelt]
  - So 44: Sonata 5 D-Dur [Echtheit angezweifelt]
  - So 45: Sonata 6 A-Dur
- So 46: Sonata a solo per camera g-Moll (für Violine und Basso continuo)
- So 47: Sonata B-Dur (für Violine und Basso continuo)